# وانغ جونغ هيون
وانغ جونغ هيون (30 أكتوبر 1976 في كوريا الجنوبية - ) هو لاعب كرة قدم كوري جنوبي في مركز الدفاع. شارك مع منتخب كوريا الجنوبية لكرة القدم. أما مع النوادي، فقد لعب مع جونبك هيونداي موتورز ونادي سول وشاوكسينج كيكياو يوجيا.

## وصلات خارجية
- وانغ جونغ هيون على موقع الاتحاد الدولي (مؤرشف)  (الإنجليزية)
- وانغ جونغ هيون على موقع دوري كوريا الجنوبية (الإنجليزية)
- وانغ جونغ هيون على موقع قاعدة بيانات كرة القدم.إي يو (الإنجليزية)
- وانغ جونغ هيون على موقع ناشيونال فوتبول تيمز (الإنجليزية)